# Episodi di Cougar Town (sesta stagione)
La sesta e ultima stagione della serie televisiva Cougar Town, composta da 13 episodi, è stata trasmessa in prima visione assoluta negli Stati Uniti d'America da TBS dal 6 gennaio al 30 marzo 2015.
In Italia la stagione è disponibile su Sky Box Set di Sky dal 1º giugno 2016. Dal 22 febbraio al 2 marzo 2025 viene trasmessa in prima visione in chiaro su LA7d.
| n° | Titolo originale       | Titolo italiano                | Prima TV USA     | Prima TV Italia |
| -- | ---------------------- | ------------------------------ | ---------------- | --------------- |
| 1  | American Dream Plan B  | Clandestini e maialini         | 6 gennaio 2015   | 1º giugno 2016  |
| 2  | Full Grown Boy         | Un ragazzo cresciuto           | 13 gennaio 2015  | 1º giugno 2016  |
| 3  | To Find a Friend       | Un nuovo amico                 | 20 gennaio 2015  | 1º giugno 2016  |
| 4  | Waiting for Tonight    | Andiamo a cena fuori?          | 27 gennaio 2015  | 1º giugno 2016  |
| 5  | Even the Losers        | Perfino gli sfigati            | 3 febbraio 2015  | 1º giugno 2016  |
| 6  | The Wrong Thing to Do  | La cosa sbagliata da fare      | 10 febbraio 2015 | 1º giugno 2016  |
| 7  | The Wild One, Forever  | Quello selvaggio, per sempre   | 17 febbraio 2015 | 1º giugno 2016  |
| 8  | This One's for Me      | Questo è per me                | 24 febbraio 2015 | 1º giugno 2016  |
| 9  | Two Men Talking        | Due uomini che parlano         | 3 marzo 2015     | 1º giugno 2016  |
| 10 | Yer so Bad             | Sei cattiva                    | 10 marzo 2015    | 1º giugno 2016  |
| 11 | Climb That Hill        | Scala quella montagna          | 17 marzo 2015    | 1º giugno 2016  |
| 12 | A Two Story Town       | È tutta la vita che ti aspetto | 24 marzo 2015    | 1º giugno 2016  |
| 13 | Mary Jane's Last Dance | Faremo questo per sempre       | 31 marzo 2015    | 1º giugno 2016  |

## Clandestini e maialini
- Titolo originale: American Dream Plan B
- Diretto da: Courteney Cox
- Scritto da: Blake McCormick

### Trama
Bobby è in Georgia per un torneo di golf; Andy pare sentire molto la sua mancanza, chiamandolo romanticamente al telefono ogni volta che gli si presenta l'occasione. Laurie è ormai incinta da otto mesi e la gravidanza comincia ad essere pesante: oltre ai continui sbalzi d'umore, la donna non può bere alcol, mentre i suoi amici continuano a sorseggiare vino tutte le mattine. Jules promette all'amica che nessuno della compagnia berrà vino finché Laurie non abbia partorito, con gran disappunto di Ellie: la donna deve però ammettere che la vita da astemia non è facile. Ellie e Jules finiscono così con il creare, a casa di Tom, un club segreto dove si possa bere, come ai tempi del proibizionismo. In poco tempo, però, gli amici "traditori" vengono irrimediabilmente scoperti. Il maldestro Travis ha paura di non sapersi occupare di un bambino; Grayson cerca quindi di prepararlo alla vicina paternità spingendolo a prendersi cura di un porcellino d'India. Presto l'animale scappa e Travis si sente disperato; quando lo ritrova con l'aiuto di Grayson, tuttavia, capisce di non essere solo e che gli amici saranno al suo fianco per aiutarlo in questa prova.

## Un ragazzo cresciuto
- Titolo originale: Full Grown Boy
- Diretto da: John Putch
- Scritto da: Kevin Biegel

### Trama
Bobby è tornato dalla Georgia: questo rallegra molto Andy, che si diverte a passare un'incredibile giornata in compagnia dell'amico e di Travis. Le cose cambiano, però, quando Andy viene a sapere che a Bobby è stato offerto un lavoro a tempo indeterminato in Georgia: questo gli consentirebbe di lasciare finalmente la barca, di andare a vivere in un appartamento vero e di mettere del denaro da parte... purtroppo, però, l'uomo dovrà lasciare Gulfhaven e trasferirsi in un altro stato. Inizialmente Bobby non considera nemmeno l'ipotesi, ma è lo stesso Andy che lo spinge a tornare sui propri passi: solo gli amici, in definitiva, lo legano alla città. L'uomo decide così di prendere la palla al balzo e andare a vivere in Georgia, anche se questo significherà vedere tutta la compagnia del cul de sac molto di meno. Chick vuole partecipare ad una rievocazione storica della guerra civile, e Jules è talmente preoccupata per lo stato di salute del padre da seguirlo e metterlo in imbarazzo. Travis e Laurie litigano riguardo al nome del bambino: Laurie propone una serie di nomi assurdi, e il ragazzo non sa come esprimere il suo disaccordo. Dopo un'accesa discussione, Laurie entra improvvisamente in travaglio e dà alla luce, con due settimane di anticipo, un maschietto. Davanti alla compagnia del cul de sac, al completo per l'ultima volta prima che uno dei suoi membri si trasferisca in un'altra città, a Laurie e Travis viene finalmente in mente il nome perfetto: il piccolo si chiamerà proprio Bobby.

## Un nuovo amico
- Titolo originale: To Find a Friend
- Diretto da: John Putch
- Scritto da: Melody Derloshon

### Trama
Dopo la partenza di Bobby, Andy è disperato e si sente solo e depresso: nel tentativo di risollevare l'amico, Grayson propone di indire una gara per trovare il "nuovo Bobby" che dovrà affiancare Andy nelle prossime avventure. A partecipare, con risultati disastrosi, sono Tom, Jerry e un passante recuperato per caso. Andy è sempre più triste nel vedere che nessuno potrà mai uguagliare l'amico, ma poi ci pensa Ellie ad aprirgli gli occhi: il "nuovo Bobby" è proprio Grayson, dal momento che nessuno potrà stare vicino ad Andy quanto un amico che si fa in quattro solo per risollevargli il morale. Dopo essersi lasciate sfuggire che il mestiere di barista è facile, Jules ed Ellie devono tenere aperto il Gray's Pub per un weekend: dopo un facile inizio, alle donne viene rubato quasi tutto l'incasso della prima sera. Jules e Ellie devono trovare un modo creativo di recuperare i soldi, senza sapere che Grayson è perfettamente a conoscenza di tutto ciò che sta accadendo. Travis e Laurie tornano finalmente a casa con il bimbo: i due novelli genitori trascorrono un fine settimana a preoccuparsi per ogni minima cosa, rendendosi conto di essere giunti a livelli imbarazzanti solo dopo che l'ansia provoca loro delle vere e proprie allucinazioni.

## Andiamo a cena fuori?
- Titolo originale: Waiting for Tonight
- Diretto da: Michael McDonald
- Scritto da: Brad Morris e Emily Wilson

### Trama
È una serata importante per la compagnia del cul de sac: sono ormai trascorse sei settimane dal parto e Travis e Laurie possono quindi ricominciare a fare sesso. La coppia organizza così una serata romantica, programmando di lasciare il piccolo Bobby alla nonna Jules. Purtroppo, proprio in contemporanea, Grayson ha organizzato una serata romantica in un locale esclusivo per Jules, in modo che i due possano finalmente trascorrere un po' di tempo da soli e ritrovare la propria sintonia. Jules lascia quindi il piccolo Bobby a Tom, ma i piani si rovinano quando Laurie sente il bisogno di allattare e torna improvvisamente a casa. Grayson e Jules faranno di tutto per mantenere la propria prenotazione, ma giungeranno alla conclusione che l'importante è riuscire a stare un po' assieme, convertendo il tutto in una cenetta a lume di candela nel Gray's Pub. Ellie comincia a sostituire Laurie su Twitter, rimanendo affascinata e smettendo bruscamente nel momento in cui si rende conto che ha iniziato a pensare e parlare come la sua nemica. Per organizzare una grandiosa festa di compleanno a Stan, Andy si traveste da Buzz Lightyear, rimanendo però bloccato nel costume. I tentativi di Andy per toglierlo sono vani e così l'uomo decide di presentarsi comunque ad un'importante cena di lavoro, nonostante il costume: tuttavia il nuovo capo, già prevenuto nei suoi confronti, lo licenzia.

## Perfino gli sfigati
- Titolo originale: Even the Losers
- Diretto da: Busy Philipps
- Scritto da: Sean Lavery

### Trama
Dopo aver perso il lavoro, Andy è letteralmente distrutto: depresso, l'uomo sembra aver perso interesse per ogni cosa, trascorrendo le giornate a pensare ai propri guai sul divano. Come se non bastasse, Andy viene anche destituito da sindaco. Dopo aver letto un articolo di giornale, Ellie convince il marito che dietro le sue disgrazie c'è un solo responsabile: si tratta di Roger Frank, che lo ha sempre voluto fuori dai giochi e che ora ha il campo libero per portare avanti i propri interessi. I Torres cominciano a progettare la propria vendetta: Andy scopre presto, tuttavia, che in realtà non è vero niente e che è tutta farina del sacco di Ellie. La moglie, però, è riuscita nel proprio intento, ossia di scuotere il marito dall'apatia in cui era caduto. Travis cerca di sfondare con un nuovo business e chiede dei soldi alla madre per convertire un vecchio furgone nel van di Scooby-Doo: quando Jules e Laurie si rendono conto dell'idea balzana, tuttavia, decidono di intervenire. Travis quindi dimostra di essere in grado di fare qualcosa di buono inventandosi una "vino-ambulanza", in grado di rifornire chiunque sia rimasto senza la bevanda preferita del cul de sac. Nel mentre, Grayson sostituisce Andy come maestro di musica alla scuola elementare locale, rivoluzionando le idee di bambini e genitori.

## La cosa sbagliata da fare
- Titolo originale: The Wrong Thing to Do
- Diretto da: John Putch
- Scritto da: Eric Ernst

### Trama
Andy si prepara ad affrontare un colloquio di lavoro per la prima volta dopo 22 anni: Jules e Travis cercano di aiutarlo a sfondare, preparandolo contro ogni evenienza. Ellie non ne può più di passare ogni momento della giornata con il marito, al momento libero da impegni, e decide quindi di rifugiarsi sull'unico posto libero dall'invasione della banda del cul de sac: la barca di Bobby, al momento vuota. La donna però scopre che qualcuno ci aveva già pensato, e si ritrova a competere con Grayson per l'utilizzo della barca. Durante un confronto, la donna confessa a Grayson di annoiarsi terribilmente e di cercare per questo sempre nuovi motivi per litigare e lottare. Senza saperlo, Ellie si ritroverà presto accontentata: Andy in realtà non ha nessuna voglia di tornare al lavoro, e pensava da tanto tempo di diventare un padre casalingo e prendersi cura di Stan. Questo vuol dire che Ellie dovrà tornare al lavoro e riprendere il proprio posto da avvocato di successo. Laurie si rende conto che le colleghe di Tom hanno tutte una cotta per lui: l'uomo, seppur strano e un po' inquietante, è comunque un neurochirurgo molto stimato nel suo ambiente. La ragazza lo spinge così ad infrangere la propria etica, per cui è vietato uscire con colleghi, e ad avvicinarsi a una delle spasimanti: purtroppo, nel momento in cui Tom si rende conto di essere desiderato, si fa prendere la mano, cambiando completamente la propria personalità.

## Quello selvaggio, per sempre
- Titolo originale: The Wild One, Forever
- Diretto da: Josh Hopkins
- Scritto da: Blake McCormick

### Trama
A causa di un uragano, la palestra della scuola di Gulfhaven si è completamente allagata, rendendo così impossibile il ballo di fine anno per fine anno di molti studenti. Jules si offre di salvare la situazione, mettendo a disposizione il Gray's Pub per una notte e "convincendo" gli altri membri del gruppo a fare da Cicerone per garantire la buona riuscita della serata. Tutta la compagnia, durante il ballo, farà i conti con i propri fantasmi del passato. Eccitata all'idea di trascorrere un'altra notte brava con Laurie, Jules ricorda con l'amica tutti i pazzi momenti trascorsi insieme: purtroppo, però, Laurie non se la sente più di fare follie come una volta, rendendosi bruscamente conto di essere una madre ormai. Travis e Grayson scoprono due ragazzi a discutere nello scantinato: i due amici stanno litigando per una ragazza. Entrambi sembrano rispecchiarsi negli studenti: Grayson prende le parti del ragazzo popolare, mentre Travis di quello più nerd, finendo col confrontare i loro diversi caratteri. Andy, invece, tenta di fermare ogni attacco dei bulli ai ragazzi meno popolari: durante il suo ballo di fine anno, aveva infatti assistito alla vergogna di un suo compagno a cui erano stati tirati giù i pantaloni, non riuscendo a fare niente e vivendo col rimorso da allora. Quando Ellie capisce quanto questo sia importante per il marito, lo aiuta a organizzare una rivalsa coi fiocchi. Il gruppo si trova quindi a riflettere su come, nonostante le cose cambino in fretta e il tempo passi, ognuno abbia conservato la propria vera identità negli anni.

## Questo è per me
- Titolo originale: This One's for Me
- Diretto da: Michael McDonald
- Scritto da: Brad Morris e Emily Wilson

### Trama
Il Gray's Pub chiude per qualche giorno a causa di un'infestazione di termiti. Grayson si gode le vacanze forzate... anche troppo: Ellie scopre che l'uomo sparisce per tre ore ogni mattina e torna con un gran sorriso stampato sulle labbra, e lo fa notare all'amica. Jules decide quindi di scoprire cosa ha in mente il marito, particolarmente sfuggente ed elusivo su questo punto: la donna lo segue, inventandosi le ipotesi più balzane su cosa Grayson effettivamente faccia, finché non viene a scoprire che l'uomo è entrato in un gruppo di comici che tiene periodicamente spettacoli. Per quanto sconvolta dalle battute di basso livello, Jules decide di supportare il marito anche in questa avventura, diventando un'assidua frequentatrice delle loro serate. Laurie si diverte a vestirsi in pendant con il piccolo Bobby, cosa che infastidisce parecchio Ellie, finché anche lei non finisce per farlo con Stan. I consigli di Andy a Travis sulle donne proseguono: l'argomento, ora, è come avere un matrimonio felice. Secondo Andy, la chiave della felicità è nel darla sempre vinta alla moglie, ma nel concedersi piccoli piaceri nascosti. Il ragazzo compra quindi una play station con i primi proventi della "vino-ambulanza"; inaspettatamente, quando Laurie lo scopre, la donna non scatena il peggior litigio della loro relazione ma si mette a giocare con lui.

## Due uomini che parlano
- Titolo originale: Two Men Talking
- Diretto da: John Putch
- Scritto da: Melody Derloshon

### Trama
Preoccupata per l'umore di Chick, Jules obbliga il padre e Grayson a uscire insieme: la donna, infatti, è convinta che sviluppare una profonda amicizia tra i due sia l'unico modo per risolvere la situazione. Dopo le iniziali proteste, Grayson sembra rassegnarsi, ma presto Jules scopre che il marito le sta mentendo: nei momenti in cui dice di uscire con Chick, Grayson in realtà ne approfitta per fare tutt'altro. Jules si arrabbia moltissimo finché l'uomo non le rivela la verità: è stato lo stesso Chick a chiedere a Grayson di lasciargli qualche momento di pausa, dal momento che sta frequentando una donna e non si sente ancora pronto per rivelare tutto alla figlia. Nella sua nuova versione di babbo casalingo, Andy entra in contatto con un gruppo di mamme del vicinato. Queste inizialmente lo ammettono nella loro cerchia, ma solo per fare da portaborse e poterlo schiavizzare. Quando si rende conto della situazione, Laurie si attiva per cercare di salvare l'amico e la sua dignità. Ellie accompagna Travis sulla "vino-ambulanza": i due, inaspettatamente, scoprono di trovarsi molto bene e di potersi confidare a vicenda le proprie emozioni più profonde. Presto gli incontri clandestini sul furgone diventano sempre più frequenti, finché i due non decidono di interrompere le sessioni di confidenze reciproche, sentendo i momenti passati assieme quasi come un "tradimento emozionale" nei confronti dei rispettivi partner.

## Sei cattiva
- Titolo originale: Yer so Bad
- Diretto da: John Putch
- Scritto da: Sean Lavery

### Trama
Durante una passeggiata in città, Jules incontra Diane, l'amica con cui Chick si concede frequenti appuntamenti, e ne ha un'ottima impressione. Desiderando conoscere meglio quella che ritiene la fidanzata del padre, Jules organizza una cena con tutto il cul de sac, impegnandosi al massimo per regalare a tutti una bella serata. La donna però rimane interdetta quando Chick si presenta alla cena non con Diane, ma con un'altra donna: Jules resta sbalordita per il comportamento scorretto del padre e si comporta di conseguenza, mettendo tutti a disagio. Il padre affronta quindi la figlia e chiarisce le cose: sia Diane sia la nuova amica sanno benissimo dell'esistenza dell'altra. Chick non ha nessuna relazione, si sta solo divertendo e pensa di aver raggiunto un'età tale da poterselo concedere senza essere giudicato. A Jules quindi non rimane che accettare come stanno le cose e cercare di recuperare la situazione. Laurie e Travis danno la caccia a una ladra di cupcake, che copia le ricette di Laurie per poi rivenderle in giro per Gulfhaven, creando una concorrenza sleale. Andy ed Ellie scoprono che Tom ha una paziente famosa, di cui non vuole rivelare l'identità, e fanno di tutto per scoprire chi è. I tentativi non hanno successo, finché la donna inaspettatamente non si presenta al Gray's Pub.

## Scala quella montagna
- Titolo originale: Climb That Hill
- Diretto da: Courtney Rowe
- Scritto da: Melody Derloshon

### Trama
Tutta la gang ha a che fare con alcuni problemi personali. Jules cerca di leggere un libro per intero, dopo che Travis e Ellie le hanno fatto notare che non è in grado di terminarne uno senza addormentarsi. I tentativi sono però senza successo: la donna preferisce attendere che dal libro venga tratto un film e guardare quello per saperne la trama. Anche Grayson è in una sfida con se stesso: l'uomo, infatti, non ascolta mai quello che gli altri dicono, tanto da ricordare a malapena qual è il secondo nome di Jules o come si chiama sua madre. Di conseguenza, Grayson cerca di impegnarsi per ascoltare meglio ciò che gli altri gli dicono. La sfida più dura è però per Andy: la famiglia Torres, infatti, riceve una chiamata dalla scuola di Stan. Il bambino passa molto tempo con la mano nei pantaloni, che è proprio un gesto che Andy fa automaticamente quando si rilassa. Dopo aver saputo che tutta la gang ha notato questo comportamento, l'uomo decide di levarsi questo vizio. Perdere le vecchie abitudini è però più difficile del previsto: Jules si addormenta regolarmente davanti alla carta stampata, Grayson continua a non ascoltare e Andy deve ricorrere a un travestimento di Stan per impedire il suo tic. Quando tutti stanno per mollare, arriva proprio Bobby a risolvere la situazione: durante una videochiamata dalla Georgia, l'uomo ricorda a tutto il gruppo quanta pazienza abbiano portato con lui e le sue stranezze, incitandoli a non arrendersi. Alla fine, Grayson compone canzoni per ricordarsi i dettagli, Jules finisce un libro (promettendo però che non ne leggerà mai più un altro) e Andy riesce a dominare la sua poco igienica abitudine.

## È tutta la vita che ti aspetto
- Titolo originale: A Two Story Town
- Diretto da: John Putch
- Scritto da: Sean Lavery, Brad Morris e Emily Wilson

### Trama
Anche per Tom è arrivato il momento di innamorarsi, questa volta per davvero: l'uomo, infatti, non riesce a smettere di pensare a Mary, parente di un suo paziente, conosciuta in sala d'aspetto. L'uomo vorrebbe chiederle di uscire, ma teme che il suo lato strambo possa uscire e mandare tutto a monte. Come a suo tempo avevano fatto per Bobby, la banda del cul de sac si mette all'opera per organizzare a Tom l'appuntamento perfetto. Tutto è stato pianificato nei minimi dettagli (Grayson deve trattenere Tom dal dire qualcosa di inquietante, Andy si occupa dei biglietti del cinema, Laurie e Travis costruiscono una scena di puro eroismo), ma il medico riesce comunque a mandare all'aria ogni progetto. Mary, tuttavia, è davvero affezionata al chirurgo e decide di dargli una possibilità accettando un secondo appuntamento. Ellie e Chick, dall'alto del terrazzo di casa Cobb, passano il tempo a deridere acidamente gli amici così presi nelle loro macchinazioni; il padre di Jules, inoltre, è preoccupato degli effetti su una band che una donna (la fidanzata di uno dei membri) potrebbe portare. Dopo aver scoperto di essere solo alla settima posizione nella classifica dei migliori baci di Jules, Grayson si impegna per superare gli avversari e scalare fino all'ambito primo posto.

## Faremo questo per sempre
- Titolo originale: Mary Jane's Last Dance
- Diretto da: Courteney Cox
- Scritto da: Bill Lawrence, Blake McCormick e Kevin Biegel

### Trama
È il compleanno di Jules: come al solito, la donna indice una gara per il miglior regalo a lei destinato. Mentre la gang cerca di trovare il regalo perfetto, Grayson cerca di contenere la smania di controllo della moglie. Purtroppo, qualcosa rovina il giorno di Jules: per diverse ragioni, infatti, si viene a sapere che ogni membro del cul de sac dovrà presto traslocare. Bobby è in Georgia da mesi, Chick vuole trovare un appartamento personale in cui non debba disturbare la figlia, il nuovo asilo di Stan costringe Ellie ed Andy a spostarsi in un altro quartiere, Travis ha finalmente trovato lavoro via da Gulfhaven e presto si trasferirà con Laurie e il bimbo. La povera Jules ha una crisi di nervi, vedendo tutti i suoi amici che se ne vanno senza che lei ci possa fare nulla; in una toccante riunione nel giardino di casa, ognuno degli amici dice alla donna ciò che pensa di lei ed elogia la loro amicizia. Sul più bello, tutto si rivela essere una montatura di Grayson: Jules, infatti, aveva sempre dichiarato di voler sentire quello che le altre persone avrebbero detto di lei al suo funerale. Il marito, nel ricreare una separazione, le ha dato quindi questa opportunità: Grayson non può che vincere la gara per il miglior regalo e Jules abbraccia il marito, consapevole che l'amicizia che tiene unito il gruppo non svanirà mai.